# Balkan (dokumentarfilm)
 For alternative betydninger, se Balkan (flertydig). (Se også artikler, som begynder med Balkan)
Balkan er en dansk dokumentarfilm fra 1912 produceret af Nordisk Films Kompagni. Filmen indeholder optagelser fra 1. Balkankrig.

## Handling
Krigsfanger bevogtes. Det er muligvis russiske soldater, der bevogter tyrkere eller bosniere. Det kan også være bulgarere eller serbere. Filmfotograf Fritz Magnussen.